# Herakleja Minoja
Herakleja Minoja (starogrško Ἡράκλεια Μινῴα, latinizirano: Hērákleia Minṓia; italijansko Eraclea Minoa) je bilo starogrško mesto na južni obali Sicilije v bližini izliva reke Halicus (sodobna Platani), 25 km zahodno od Agrigenta (Acragas). Leži v bližini sodobnega mesta z istim imenom v občini Cattolica Eraclea v Italiji.
Izkopavanja so razkrila več delov mesta, ki so zdaj odprti za javnost.
Arheologija je pokazala, da je bilo mesto ustanovljeno sredi 6. stoletja pred našim štetjem kot postojanka grške kolonije Selinus (sodobna Selinunt) in je bilo dokončno opuščeno v začetku 1. stoletja našega štetja.

## Lega
Mesto leži nekaj sto metrov jugovzhodno od ustja reke Platani (antična Halik) na obrambnem položaju na vrhu vidnega rta, ki se zdaj imenuje Capo Bianco, z nežno nagnjenimi pobočji do doline Platani na severu in belimi pečinami do morja na južni strani. Heraklejski rt Strabon omenja v opisu obal Sicilije in ga pravilno navede kot 20 milj oddaljenega od pristanišča Agrigentum.

## Zgodovina

### Dva mita
Dve imeni sta bili povezani z ločenimi miti glede njegovega izvora. Prvi med njimi je bil, da je [fHeraklej]], ko je v rokoborbi premagal lokalnega junaka Eriksa, s tem pridobil pravico do celotnega zahodnega dela Sicilije, ki ga je izrecno rezerviral za svoje potomce.
Drugi pa je bili, da je nekoliko kasneje Minos, kralj Krete, ki je prišel na Sicilijo v iskanju Dedala, pristal ob izlivu reke Halik in tam ustanovil mesto, ki mu je dal ime Minoja; ali po drugi različici zgodbe so mesto prvič ustanovili njegovi privrženci po smrti samega Minosa. Heraclides Ponticus dodaja, da je bilo prej na kraju samorodno mesto, ki mu je bilo ime Macara. Diodor imena, ki se nanašajo na isto mesto, ne navaja.

### 6. st. pr. n. št.
Arheološke najdbe z nekropole kažejo, da je bilo mesto ustanovljeno sredi 6. stoletja pred našim štetjem. Prva pisna omemba mesta je majhno mesto in kolonija grškega naselja Selinus (ustanovljeno je bilo približno 650 pred našim štetjem), ki nosi ime Minoa. Od ustanovitve je bila Minoa v sporu med Selinom (kot vzhodno postojanko) in Akragasom, ki je želel nadzor nad dolino Platani.
Okoli 510 pr. n. št. je Dorij Špartanec (brat Kleomena I.) prišel na Sicilijo z namenom, da si povrne ozemlje, za katero je verjel, da je pripadalo njegovemu predniku Herakleju. Toda v boju s Kartažani in Segestanci je bil poražen in pobit, skoraj vsi njegovi vodilni tovariši pa so tudi umrli. Evrileon, edini poglavar, ki je pobegnil, se je postavil za gospodarja Minoje, ki je zdaj po vsej verjetnosti prvič dobil ime Herakleja.
Zdi se, da je od časa nove naselbine ime Herakleje nosilo ime Minoja zaradi razlikovanja.

### 5.–4. st. pr. n. št.
Vendar so ga Kartažani uničili verjetno leta 406 pred našim štetjem zaradi ljubosumja na njegovo naraščajočo moč. Kdaj se je to zgodilo, je negotovo; verjetno je bilo v 10. Diodorjevi knjigi, zdaj izgubljeni. Ne omenja nobenega takega dogodka med prvo sicilsko vojno (480 pr. n. št.), ko bi se sicer lahko domnevalo, da se je zgodil. Napis iz templja Atene Lindie iz Lindosa na Rodosu potrjuje posvečenost paladija iz slonovine kot plen zaradi nedatirane zmage Aagrigentčanov nad Minojo.
Ozemlje Herakleje Minoje je padlo pod kartažanski nadzor zaradi pogodbe iz leta 405 pr. n. št. vendar odsotnost vsake omembe Herakleje kaže na to, da takrat sploh ni obstajala ali pa je bila v zelo zmanjšanem stanju.
Dionizij I. jo je leta 397 pr. n. št. osvojil v svoji prvi punski vojni , vendar jo je Kartagina izterjala leta 383 pr. n. št.
Naslednja omemba (pod imenom Minoa), ko je Dion tam pristal leta 357 pr. n. št., ko je napadel Sirakuze, je kot mestece na agrigentskem ozemlju, vendar še vedno podrejeno Kartagini. Zato je verjetno, da je pogodba med Dionizijem in Kartažani, ki je Halik določil kot mejo slednjega, Heraklejo pustila, čeprav na njenem jugovzhodnem bregu, še vedno v njihovih rokah.
V podobni pogodbi iz leta 314 pred našim štetjem med Kartažani in Agatoklom  Sirakuškim naj bi Herakleja, Selin in Himera še naprej veljali za Kartagino kot prej.
Od tega časa se Herkcleja ponovno pojavlja v zgodovini in zavzema položaj pomembnega mesta; čeprav ni znanega razloga za njegovo ponovno oživitev. Pridružil se je gibanju, ki ga je Ksenodik iz Agrigentuma leta 309 pr. n. št. in se razglasil za prostega pred Kartažani in Agatoklom, čeprav ga je Agatokel kmalu prevzel po vrnitvi iz Afrike leta 305 pred našim štetjem.

### 3. st. pr. n. št.
Leta 278 pred našim štetjem je bila med ekspedicijo Pira v rokah Kartažanov in je bilo prvo mesto, ki mu je bilo odvzeto, ko je napredoval proti zahodu od Agrigenta. Leta 260 pred našim štetjem jo je v prvi punski vojni zasedel kartažanski general Hanno, ko je napredoval do Agrigenta, ki so ga takrat oblegale rimske vojske.
Leta 256 pred našim štetjem je bila v Heraklejo napotena kartažanska flota s 350 ladjami, ki je preprečila prehod rimske flote v Afriko in kjer je doživela velik poraz od rimskih konzulov Regula in  Manlija. Zdi se, da je bila v tem času ena glavnih pomorskih postaj Kartažanov na Siciliji, leta 249 pred našim štetjem pa je njihov admiral Cartalo zasedel mesto, da bi opazoval rimsko floto, ki se je približevala Lilybaeumu.
Ob koncu vojne je Herakleja prešla skupaj s preostalo Sicilijo pod rimsko oblast; toda v drugi punski vojni je spet padel v roke Kartažanov in je bil eden zadnjih krajev, ki se je še vedno upiral Marcelu, tudi po padcu Sirakuz. 

### Rimsko obdobje
Malo je zabeleženo o obdobju pod rimsko oblastjo, vendar se zdi, da je v prvi servilni vojni (134–132 pr. n. št.) močno trpel in posledično prejel skupino svežih kolonistov, ki jih je tam ustanovil pretor Publij Rupilij. Hkrati so odnosi med starimi in novimi državljani urejali občinski zakon, ki je obstajal še v času Cicera , ko je Herakleja še cvetela. Kmalu zatem je mesto verjetno propadlo, tako kot večina mest na južni obali Sicilije.
Arheologija kaže, da je bilo mesto proti koncu 1. stoletja pred našim štetjem zapuščeno.
Plinij Starejši je ne omenja. Je pa to eno od treh južno obalnih sicilskih mest, ki jih je na kratko omenil rimski geograf Mela iz 1. stoletja našega štetja [26] in tudi grški geograf Ptolemaj iz 2. stoletja našega štetja. [27] Slednji avtor je zadnji, ki omenja ime Herakleja; zdi se, da je zagotovo izginilo pred obdobjem rimskih itinerarjev.
Urbano območje zunaj obzidja je bilo zasedeno v 3.-7. st. našega štetja pozno rimske vile , in v bizantinskem obdobju z izgradnjo velike bazilike in povezanega pokopališča.

## Arheologija
Kraj Herakleja Minoja je prvi našel zgodovinar iz 16. stoletja Tommaso Fazello; temelje zidov je bilo mogoče natančno izslediti in, čeprav niso ostale nobene ruševine, je bilo celo območje obilno z ostanki keramike in opeke. Po Fazellovih besedah je bil takrat še vedno viden akvadukt med mestom in izlivom reke, vendar so njegovi ostanki od takrat izginili, čeprav zaradi višinske razlike to verjetno ni izvedljivo.
V začetku 20. stoletja je bila odkrita nekropola iz sredine 6. in začetka 5. stoletja pred našim štetjem. Obsežno izkopavanje profesorja Ernesta de Mira iz leta 1950 je odkrilo stanovanja iz poznega 4. in poznega 1. stoletja pred našim štetjem in gledališče iz poznega 4. stoletja pred našim štetjem. Odsotnost arretinske posode na tem mestu močno nakazuje, da je bilo mesto zapuščeno v začetku 1. stoletja našega štetja. Na bližnjem podeželju je bilo izkopanih veliko pokopališč in grobnic, veliko grobnic pa je razstavljenih v muzeju.

### Gledališče
Gledališče je bilo zgrajeno v 4.-3. pr. n. št. v votlino majhnega hriba z nenavadno caveo, obrnjeno proti jugu, proti nasvetu Vitruvija. [32] Stran gledališča je vzidana na mestno obzidje. Strani avditorija so podaljšani kot nekaj drugih grških gledališč (npr. Segeste, Atene).
Ni imelo pravega odra, saj so v orkestri našli pritrditve za kable premičnega lesenega podesta. Gledališče je bilo zapuščeno v 2.-1. pr. n. št., ko so druge zgradbe uporabljale stene stopnišč.
Mehki gradbeni kamen, ki se je uporabljal po vsem mestu, je zahteval sodobno streho za zaščito gledališča pred nadaljnjo erozijo.

### Hiše
Najstarejši del naselja je trenutno viden skozi dve popolnoma izkopani hiši: A in B.
Hiša A je imela dvorišče (atrij), opremljeno z veliko cisterno, v katero se je stekala voda s streh, ki jih nagiba impluvij. Severno od dvorišča je bilo domače svetišče (lararium), od katerega sta ohranjena štirikotni oltar, naslonjen na severozahodni vogal, in svetišče za lare v vzhodni steni. Tla sobe so v opus signinum, okrašena z belimi kosi, medtem ko stene ohranjajo ostanke štukature (pompejski 1. slog).
Hiša B je imela zgornje nadstropje, katerega ruševine (nežgana opeka, pragovi, štukature, ometi, okrašena tla iz opus signinum in mozaik) so med propadom napolnili prostore v pritličju. Stanje ohranjenosti zidov je izjemno, ne samo spodnjega kamnitega dela, temveč tudi višjih blatnih opek. Stene so bile ometane in poslikane.
Starejše naselje je bilo nadzidano v 2.-1. stoletju pr. n. št., ki se je poistovetila s ponovnim naseljevanjem kolonije ob koncu prve servilne vojne leta 132 pr. n. št. Organizacija mesta z mrežo otokov, uokvirjenih s cestami sever-jug in vzhod-zahod, sledi vzorcu prejšnje faze. Hiše so običajno sestavljene iz dveh ali več sob, ki obdajajo dvorišče z ognjiščem. Hišne stene so zgrajene na osnovi kamnitih blokov iz krede z blatnimi opekami zgoraj.

### Mestno obzidje
Impozantno obzidje je vidno večji del poti, zgrajeno so iz krednega kamnitega podstavka in blatne opeke zgoraj, vključno s kvadratnimi stolpi.
Znane so štiri faze gradnje, najzgodnejša je bila kamnita. Druga stena je bila obnovljena dvakrat, zadnja različica v 3.-2. pr. n. št., ki je mesto omejevala na zahodni del planote, prehajala skozi urbano območje, vključno s hišo A, in zmanjšala zaprto območje med punsko in servilsko vojno.